# Circondario di Löbau-Zittau
Il circondario di Löbau-Zittau (in tedesco Landkreis Löbau-Zittau) era un circondario della Sassonia di 140 982 abitanti, che aveva come capoluogo Zittau.
Dal 1º agosto 2008 il circondario è stato unito con la città extracircondariale di Görlitz e il circondario di Bassa Slesia-Alta Lusazia a formare il circondario di Görlitz.

## Città e comuni
(Abitanti al 31 dicembre 2006)
| Città 1. Bernstadt auf dem Eigen (4.003) 2. Ebersbach/Sa. (8.630) 3. Herrnhut (2.821) 4. Löbau (17.695) 5. Neugersdorf (6.227) 6. Neusalza-Spremberg (2.442) 7. Ostritz (2.847) 8. Seifhennersdorf (4.562) 9. Zittau (24.984) | Comuni 1. Beiersdorf (1.287) 2. Berthelsdorf (1.751) 3. Bertsdorf-Hörnitz (2.503) 4. Dürrhennersdorf (1.183) 5. Eibau (4.846) 6. Friedersdorf (1.433) 7. Großhennersdorf (1.553) 8. Großschönau (6.416) 9. Großschweidnitz (1.434) 10. Hainewalde (1.753) 11. Jonsdorf, Kurort (1.825) 12. Lawalde (2.100) 13. Leutersdorf (4.145) 14. Mittelherwigsdorf (4.172) 15. Niedercunnersdorf (1.669) 16. Obercunnersdorf (2.156) 17. Oderwitz (5.833) 18. Olbersdorf (5.699) 19. Oppach (2.924) 20. Oybin (1.607) 21. Rosenbach (1.718) 22. Schönau-Berzdorf auf dem Eigen (1.765) 23. Schönbach (1.350) 24. Strahwalde (798) |